# Polymastia mespilus
Polymastia mespilus är en svampdjursart som beskrevs av Schmidt 1873. Polymastia mespilus ingår i släktet Polymastia och familjen Polymastiidae. Inga underarter finns listade i Catalogue of Life.